# 卓蘭發電廠景山分廠
卓蘭發電廠景山分廠為一座位於臺灣苗栗縣三義鄉鯉魚潭水庫之下的小型水力發電廠，該發電廠由台灣電力公司與經濟部中區水資源局共同推動，目前仍在計畫中，已於2017年7月正式動工興建，2022年9月30日完工，目前該發電廠採無人駐廠，由位於鯉魚潭水庫上游的台灣電力公司卓蘭發電廠作為遠端控制中心。

## 沿革

### 1990年景山計畫
景山分廠最初是統合在鯉魚潭水庫第二期工程中的一項工程。1989年8月，奉經濟部開始執行鯉魚潭水庫配合發電工程方案的可行性計畫。
1990年2月，台灣電力公司提出了士林水力發電計畫以及景山水力發電計畫兩個方案。
其中，景山水力發電計畫在1999年正式推動。景山水力發電計劃是透過興建鯉魚潭水庫下游放水工放水時所產生之水力動能興建水力發電廠一座，發電廠形式為川流式水力發電，計畫有效水頭高度為87.4公尺，最低有效水頭47.4公尺，設計水頭72.8公尺，設計用水量35.0CMS，裝置容量22MW。並於廠內安裝一部豎軸法蘭西斯式水輪機，額定出力為22.473MW，發電機形式預計採用一部三相交標迴轉磁場凸極同步發電機，屬於尖峰發電廠，當時發電廠名稱為景山發電廠或景山電廠。
發電後的尾水預計將排放至鯉魚潭水庫大壩之下的後池堰（又稱景山溪攔河堰）。
然而這項計畫因共同使用放水工的台灣自來水公司對此計畫提出疑慮使得推動進度停滯不前，最終在士林水力發電計劃（完工後為卓蘭發電廠）接近完工時，景山水力發電計劃仍未正式動工，因此當時行政院決議暫緩辦理該計畫。

### 2015年景山計畫

#### 計畫
直到2015年，由於台電公司所推動之許多大型水力發電計畫易受到環保團體反對，因此改為推動小型水力發電計劃，利用既有水利設施興建小型水力發電廠，將可節省開發經費，對於環境影響也將降低。並提出了多項小型水力發電計劃，其中便包含了湖山水庫小型水力發電計劃以及延續自1999年景山水力發電計劃的鯉魚潭小型水力發電計劃。
鯉魚潭小型水力發電計劃延續自1999年的景山水力發電計劃，並也稱為景山水力發電計劃，但由於原放水工的管路已建成台灣自來水公司公共取水的備援管路已非最初僅以發電為考量，因此設計方案變動之大。新景山水力發電計劃的設計水頭高度為81.7公尺、用水量為5.5CMS，發電用水自鯉魚潭水庫取水工引水後，流經現有約780公尺長的第二輸水隧道壓力鋼管，以及台電公司計畫設置長約130公尺的壓力鋼管，引流至水庫下游標高約216公尺的半地下式發電廠房，廠內預計將裝設一部豎軸法蘭西斯式水輪發電機組，總裝置容量降為4MW，發電後尾水放流回鯉魚潭水庫靜水池下游。
新的景山水力發電計畫是由經濟部中區水資源局以及台灣電力公司共同推動，在2016年1月2日，由台電公司電源開發處提報至董事會通過計畫，並於4月27日獲得行政院經濟部同意開始全面推動。景山分廠預計將於2017年7月正式動工興建，並於2020年完工。發電廠完工後，將由台灣電力公司所管理，再由同位於卓蘭鎮的卓蘭發電廠進行景山分廠發電機組的遠端遙控。預計每年可減少近7,200公噸的二氧化碳排放量。

#### 施工
2017年9月13日景山水力發電計劃完成第二次開標作業，投標廠商完成資格審查。9月15日台電公司針對景山計畫施工時的臨時辨公室與房舍等對外進行招標公告，預計將於9月25日開標。9月18日投標廠商完成規格審查，25日台電公司與廠商召開履約計畫審查會議。總計畫進度截止至2017年9月到達6.48%。
2022年9月30日景山發電廠正式完工，移交給卓蘭發電廠管理營運，並於卓蘭發電廠控制室設有景山分廠的遠端遙控設播，因此平時景山分廠為無人發電廠，僅機組檢修或是大修時才會進駐人員。

## 設施

### 發電機組
| 名稱   | 發電機型號                    | 水輪機型號                                                  | 機組數量 | 發電方式 | 有效落差（公尺） | 單一機組用水量（CMS） | 容量（MW） | 位置         | 商轉日期      | 狀態   |
| ------ | ----------------------------- | ----------------------------------------------------------- | -------- | -------- | ---------------- | --------------------- | ---------- | ------------ | ------------- | ------ |
| 一號機 | 捷克TES製豎軸交流式同步發電機 | 斯洛維尼亞Scotta Turboinštitut d.o.o.製豎軸法蘭西斯式水輪機 | 1        | 水庫式   | 81.7公尺         | 5.5CMS                | 4MW        | 苗栗縣三義鄉 | 2022年9月30日 | 商轉中 |

### 土木設施
- 廠房形式：半地下式

## 資料來源
1. 1 2 3 4 5 6 7 8  . 台灣電力公司. 2016-05-13  [2016-05-19]. （原始内容存档于2017-01-06） （中文（臺灣））.
2. 1 2 3   (PDF). 台灣省水利局. 1990-06  [2016-05-19]. （原始内容 (PDF)存档于2017-01-05） （中文（臺灣））.
3. 1 2 3   (PDF). 經濟部水利署中區水資源局. 2006-12  [2016-05-19]. （原始内容存档 (PDF)于2017-01-05） （中文（臺灣））.
4. 1 2  . 經濟部水利署.   [2016-05-19]. （原始内容存档于2016-06-19） （中文（臺灣））.
5. 1 2  王玉樹. . 自由時報. 2015-02-06  [2016-05-19]. （原始内容存档于2019-10-17） （中文（臺灣））.
6. ↑  . 台灣電力公司. 2016-06  [2016-06-21]. （原始内容存档于2016-08-03） （中文（臺灣））.
7. 1 2  . 行政院政府計畫管理知識網. 2017-09  [2017-11-12] （中文（臺灣））.[永久]